# Lesbian Sex Mafia
Lesbian Sex Mafia (LSM) es un grupo de información y apoyo para mujeres bisexuales y lesbianas interesadas en actividades sexuales que implican BDSM, fetiches, cambio de roles, uso de disfraces, entre otros. Fundado en 1981 por Jo Arnone y Dorothy Allison, su sede central se encuentra en la ciudad de Nueva York.
La LSM trabaja "para organizar el deseo sexual [de las mujeres] con la misma fuerza con la que hemos tratado de organizar nuestra defensa sexual". El nombre se eligió deliberadamente "con el mismo espíritu de humor que la Ladies Sewing Circle and Terrorism Society".

## Historia
La LSM organizó un mitin "Speakout on Politically Incorrect Sex" en la conferencia en el Barnard College sobre sexualidad de 1982. El grupo también fue objeto de un documental de la cineasta alemana Monika Treut, Bondage, la primera de las cuatro películas de la serie Female Misbehaviour.
En 1993, la Noche del Orgullo de LSM, The Eulenspiegel Society, Excelsior MC, GMS/MA, y NLA: Metro New York recibieron el premio al Gran Evento del Año como parte de los Pantheon of Leather Awards.
En 1996 la cofundadora de LSM, Jo Arnone, recibió el premio Jan Lyon de la National Leather Association International por su trabajo regional o local. En 2005 recibió el premio Lifetime Achievement Award como parte de los Pantheon of Leather Awards, y en 2010 recibió el premio Mr. Marcus Hernandez Lifetime Achievement Award como parte de los Pantheon of Leather Awards.
La afiliación a LSM está abierta a las mujeres de 18 años o más, incluidas las mujeres intersexuales o transgénero, y los hombres transgénero a los que se les haya asignado como mujer. Para convertirse en miembro, hay que rellenar la solicitud y luego convertirse en socio novel de LSM. A continuación, debe asistir a una reunión de orientación y procedimiento de seguridad de LSM.